# Алесо (Удине)
Алесо (итал. Alesso) је насеље у Италији у округу Удине, региону Фурланија-Јулијска крајина.
Према процени из 2011. у насељу је живело 826 становника. Насеље се налази на надморској висини од 204 м.